# ژی‌ژی
ژی‌ژی در سال ۱۹۴۴ توسط کولت نویسنده فرانسوی نگاشته شد. این رمان فیلم‌سازان متعددی را تحت تأثیر قرار داد. در سال ۱۹۴۹ به صورت فیلم درآمد و در سال ۱۹۵۲ به روی صحنه به نمایش درآمد. در سال ۲۰۰۶ به صورت مجموعه تلویزیونی با نام ماموازل ژی‌ژی در فرانسه پخش شد.